# Professeur documentaliste
 (juin 2025).
Si vous disposez d'ouvrages ou d'articles de référence ou si vous connaissez des sites web de qualité traitant du thème abordé ici, merci de compléter l'article en donnant les références utiles à sa vérifiabilité et en les liant à la section « Notes et références ».
 (juin 2025).
La mise en forme du texte ne suit pas les recommandations de Wikipédia : il faut le « wikifier ».
Les points d'amélioration suivants sont les cas les plus fréquents. Le détail des points à revoir est peut-être précisé sur la page de discussion.
- Les titres sont pré-formatés par le logiciel. Ils ne sont ni en capitales, ni en gras.
- Le texte ne doit pas être écrit en capitales (les noms de famille non plus), ni en gras, ni en italique, ni en « petit »…
- Le gras n'est utilisé que pour surligner le titre de l'article dans l'introduction, une seule fois.
- L'italique est rarement utilisé : mots en langue étrangère, titres d'œuvres, noms de bateaux, etc.
- Les citations ne sont pas en italique mais en corps de texte normal. Elles sont entourées par des guillemets français : « et ».
- Les listes à puces sont à éviter, des paragraphes rédigés étant largement préférés. Les tableaux sont à réserver à la présentation de données structurées (résultats, etc.).
- Les appels de note de bas de page (petits chiffres en exposant, introduits par l'outil «  Source ») sont à placer entre la fin de phrase et le point final[comme ça].
- Les liens internes (vers d'autres articles de Wikipédia) sont à choisir avec parcimonie. Créez des liens vers des articles approfondissant le sujet. Les termes génériques sans rapport avec le sujet sont à éviter, ainsi que les répétitions de liens vers un même terme.
- Les liens externes sont à placer uniquement dans une section « Liens externes », à la fin de l'article. Ces liens sont à choisir avec parcimonie suivant les règles définies. Si un lien sert de source à l'article, son insertion dans le texte est à faire par les notes de bas de page.
- La présentation des références doit suivre les conventions bibliographiques. Il est recommandé d'utiliser les modèles {{Ouvrage}}, {{Chapitre}}, {{Article}}, {{Lien web}} et/ou {{Bibliographie}}. Le mode d'édition visuel peut mettre en forme automatiquement les références.
- Insérer une infobox (cadre d'informations à droite) n'est pas obligatoire pour parachever la mise en page.

Pour une aide détaillée, merci de consulter Aide:Wikification.
Si vous pensez que ces points ont été résolus, vous pouvez retirer ce bandeau et améliorer la mise en forme d'un autre article.
 (mars 2016).
Pour les articles homonymes, voir Professeur et Documentaliste.
En France, les professeurs documentalistes sont des enseignants du second degré titulaires d'un Master (niveau BAC +5) et d'un CAPES de documentation.
Leur activité s'exerce dans le Centre de documentation et d'information (CDI) d'un établissement scolaire de l'enseignement secondaire. Il peut s'agir d'un collège, d'un lycée ou parfois d'un établissement régional d’enseignement adapté (EREA).
L'activité professionnelle est définie par la circulaire no 2017-051 du 28 mars 2017, intitulée Circulaire de missions des professeurs documentalistes.

## Définition

### Missions
Le professeur documentaliste exerce trois missions définies par la circulaire de mars 2017.

#### Pédagogie et éducation
La première mission est de nature pédagogique et éducative. Elle s’exerce directement auprès des élèves, notamment à travers des séances d’éducation aux médias et à l’information (EMI), qui visent à développer leur esprit critique, leur autonomie face à l'information et leur capacité à utiliser les outils numériques. Ces séances s'inscrivent dans le cadre des programmes scolaires et de projets interdisciplinaires.
Ces interventions pédagogiques s'appuient notamment sur :
- le socle commun de connaissances, de compétences et de culture ;
- le programme d’éducation aux médias et à l’information des classes de 5e, 4e, 3e[4] ;
- des cadre de référence des compétences numériques[5] (LE CRCN) ou le Wikinotions[6], un répertoire de notions info-documentaires élaboré par l’Association des professeurs documentalistes de l’Éducation nationale[7] (APDEN).

La circulaire précise également que les professeurs documentalistes sont « maîtres d’œuvre de l’acquisition par tous les élèves d’une culture de l’information et des médias ». Autrement dit, ils coordonnent la mise en place, au sein de leur établissement, d’un parcours progressif d’apprentissages info-documentaires, en lien avec les autres enseignants
Cette progression fait partie de la politique documentaire de l'établissement, c’est-à-dire l’ensemble des actions liées à la gestion et à l’accès aux ressources documentaires, en lien avec la formation des élèves. Il ou elle contribue à l’ouverture culturelle de l’établissement.
Enfin, cette mission pédagogique s'appuie généralement sur des méthodes actives, qui visent à rendre les élèves acteurs de leurs apprentissages, comme la pédagogie de projet, qui privilégie les situations concrètes, collaboratives et interdisciplinaires.

#### Gestion du centre de documentation
La deuxième mission concerne la gestion du Centre de documentation et d'information (CDI), dont le ou la professeur·e documentaliste assure la responsabilité. Cela inclut la sélection, l'organisation, la mise à disposition et la valorisation des ressources documentaires. Ce travail peut être formalisé dans un document appelé politique documentaire, validé par la direction de l’établissement et présenté au conseil d'administration.
Cette politique comprend plusieurs volets : la formation des élèves à l’usage de l’information, les critères d’achat et de retrait des documents (désherbage), l’accessibilité des ressources, ainsi que l’organisation physique de l’espace documentaire. Elle peut aussi intégrer des recommandations pour l’aménagement du CDI, en lien avec les autres espaces de vie scolaire.
Le professeur documentaliste peut également être sollicité pour le choix de ressources numériques (bases de données, abonnements, manuels numériques) et veille à développer l’accès distant aux documents via des plateformes en ligne, dans le respect du droit d’auteur.

#### Ouverture et rayonnement
La troisième mission est liée à l’ouverture de l’établissement, sur son environnement éducatif, culturel et professionnel.
Sur le plan culturel, le professeur documentaliste peut coordonner ou participer à diverses actions : 
- inscription à des prix littéraires scolaires (ex: Prix Goncourt des Lycéens, Prix Sorcières, Prix UNICEF, Les Incorruptibles, etc.) ;
- organisation de rencontres avec des auteurs ou artistes ;
- sorties scolaires (musées, cinéma, festivals, etc.) ;
- expositions en lien avec des institutions culturelles (médiathèques, artothèques, centres culturels).

Il ou elle peut également assurer la fonction de de professeur principal ou de référent culture, comme tout autre membre de l’équipe pédagogique. Le référent culture est chargé de coordonner le volet culturel du projet d’établissement, de suivre sa mise en œuvre, de travailler avec les partenaires culturels locaux (DAAC, musées, collectivités), et de valoriser les actions menées.
Sur le plan éducatif, les professeurs documentalistes contribuent également à des enseignements transversaux comme l’éducation à la citoyenneté, l'éducation à la vie affective, relationelle et à la sexualité ou bien à l'enseignement laïc des faits religieux, en partenariat avec les autres personnels éducatifs : Enseignants, CPE, infirmier·ères, assistantes sociales, psychologues de l’éducation nationale (PsyEN).
Enfin, leur mission comprend aussi un volet d’accompagnement à l’orientation professionnelle. Ils ou elles assurent une veille sur les filières, métiers et formations, en mettant à disposition des ressources papier (ex. : publications de l’ONISEP) et numériques. Ils participent aussi à la diffusion d’informations liées aux journées portes ouvertes, **salons de l’orientation** (comme le Salon de l’Étudiant), ou d'autres événements liés à l’insertion professionnelle.
Dans chacune de ces missions, les professeur·es documentalistes travaillent en lien étroit avec les équipes pédagogiques, les personnels de la vie scolaire, les partenaires culturels ou institutionnels, et les familles.

### Compétences
En juillet 2013, le référentiel de compétences du professorat et de l'éducation (Bulletin officiel de l'Éducation nationale n° 30 du 25 juillet 2013) définit les compétences attendues des professeurs documentalistes. En plus des compétences communes à tous les professeurs et personnels d'éducation, il doit maîtriser quatre domaines de compétences et connaissances spécifiques, décrites ainsi : 
- maîtriser les connaissances et les compétences propres à l'éducation aux médias et à l'information : ces connaissances et compétences relèvent des sciences de l'information et de la communication, de la sociologie des médias et de la culture, et des sciences de l'éducation – en particulier, la pédagogie et de la didactique infodocumentaires ;
- mettre en œuvre la politique documentaire de l'établissement qu'il contribue à définir : il s'agit pour cela de mobiliser des connaissances en bibliothéconomie, telles que la gestion d'un système d'information, la politique d'acquisition, la veille informationnelle, l'accueil et la formation des publics accueillis, la politique de lecture ;
- assurer la responsabilité du centre de ressources et de la diffusion de l'information au sein de l'établissement ; regroupées avec celles du domaine précédent, les compétences décrites sont ici plus techniques : chaîne documentaire, travail en réseaux, gestion et intégration des ressources numériques dans les pratiques pédagogiques ;
- contribuer à l'ouverture de l'établissement scolaire sur l'environnement éducatif, culturel et professionnel, local et régional, national, européen et international ; sont mises en œuvre dans ce cadre des compétences en gestion de projet, en montage de partenariats, pour mettre en place une politique de lecture et participer activement aux actions d'éducation artistique et culturelle de l'établissement.

Aucune mention n'est faite dans la circulaire de missions quant à la gestion des manuels scolaires : ces chantiers ne reviennent pas de facto aux professeurs documentalistes, lesquels sont plus souvent observateurs de cette tâche. Tout au plus, ils forment à l'utilisation de logiciels documentaires (BCDI ou PMB) pour effectuer les prêts et retours des manuels scolaires empruntés par les élèves et les professeurs.

### Recrutement
Ces compétences sont validées lors du recrutement des professeurs documentalistes qui se fait par voie de concours. Les candidats doivent justifier d'un master, le plus souvent en Sciences de l'Information et de la Communication (71e section CNU) et ensuite réussir le concours du certificat d'aptitude au professorat de l'enseignement du second degré (CAPES) – ou son équivalent pour l'enseignement privé – de documentation. Ce CAPES se réfère aux sciences de l'information et de la communication. Il s'obtient par différents concours : 
- le concours du CAPES externe (ou certificat d'aptitude aux fonctions d'enseignant du second degré dans les établissements d'enseignement privé sous contrat – CAFEP – pour l'enseignement privé) comprend deux épreuves écrites pour l'admissibilité (épreuve de maîtrise de savoirs académiques et étude d'un sujet de politique documentaire) et deux épreuves orales pour l'admission (épreuve de mise en situation professionnelle et épreuve d'entretien à partir d'un dossier[16];
- le concours CAPES interne (ou Concours d'accès à l’échelle de rémunération – CAER – pour l'enseignement privé) est accessible aux fonctionnaires, titulaires ou contractuels, en poste depuis au moins trois ans. Il comprend une épreuve écrite pour l'admissibilité et une épreuve orale pour l'admission[17] qui prend appui sur un dossier élaboré par le candidat ;
- le troisième concours pour obtenir le CAPES est accessible sous certaines conditions aux personnes ayant une expérience professionnelle. Il comprend deux épreuves du CAPES externe : l'épreuve écrite de maîtrise de savoirs académiques pour l’admissibilité, et l'épreuve orale d'entretien à partir d'un dossier pour l'admission[18];
- il est également possible d'être recruté comme professeur documentaliste par un concours réservé, pour les personnes justifiant d'une expérience comme contractuel dans l’Éducation Nationale. L'épreuve d'admissibilité demande de rédiger un dossier de reconnaissance des acquis de l'expérience professionnelle, rédigé par le candidat et examiné par le jury. L'admission consiste en un oral au cours duquel le candidat présente son dossier puis répond aux questions du jury [19].

### Conditions d'exercice
Les professeurs documentalistes exercent principalement leur activité au CDI, mais peuvent également intervenir dans d'autres lieux de l'établissement auprès d'élèves, par exemple, en salle de classe ou en salle multimédia.
Ils ont également une activité reconnue hors de l'établissement scolaire ; leur temps de travail comprend 36 heures hebdomadaires, dont 30 heures au sein de l'établissement, et 6 heures dédiées aux relations extérieures et à la veille informationnelle.
Ce temps de travail est défini dans la circulaire no 2015-057 du 29 avril 2015 : Missions et obligations réglementaires de service des enseignants des établissements publics d'enseignement du second degré.
Concernant les obligations règlementaires de service et les professeurs documentalistes, le décret n'opère pas de distinction entre les enseignants des différents corps qui peuvent être chargés, avec leur accord, de fonctions de documentation et ceux ayant été recrutés par la voie du CAPES de documentation. Ils doivent assurer un service hebdomadaire de 36 heures dans les conditions présentées ci-dessus. Les 30 heures peuvent comprendre, avec leur accord, des heures d'enseignement telles que définies au 1 du B du I de la présente circulaire. Chacune d'elles est alors décomptée pour la valeur de 2 heures. Les intéressés ne peuvent bénéficier d'heures supplémentaires.
La plupart du temps, les heures d'enseignement sont dispensées à l'initiative du professeur documentaliste, parfois à la demande du chef d'établissement. Par ailleurs, ces heures d'enseignement ne comprennent pas les séances mises en place en dehors des créneaux réservés, telles les formations d'éducation aux médias et à l'information (EMI) pour les élèves de 6ème. En outre, la question de l'amplitude horaire d'ouverture du CDI est entière : les heures décomptées entraînent une fermeture de l'espace CDI, ce qui le rend inaccessible pour les autres usagers.

## Historique du métier
La création puis l’évolution du métier de professeur documentaliste sont liées à l’histoire des centres de documentation et d’information en France. En 1958, Marcel Sire, professeur de sciences naturelles puis proviseur au lycée Janson-de-Sailly à Paris, crée dans son établissement le premier service de documentation afin de gérer la documentation administrative et technique pour les enseignants. Par la suite, devenu inspecteur général de l’Éducation nationale, il impulse le développement des services de documentation et d'information (SDI) en y rassemblant l'ensemble des fonds documentaires des établissements (essentiellement les bibliothèques générales). D'abord destinés aux enseignants, ces SDI s'ouvrent ainsi rapidement aux élèves, et trouvent leur légitimité par une circulaire de 1973 disposant qu'ils doivent être présents dans tous les établissements secondaires. En 1974, ils prennent leur nom actuel de centre de documentation et d'information (CDI), signe d'une évolution majeure : on les considère comme vecteur de la rénovation pédagogique et de l'ouverture souhaitées des établissements scolaires.

### 1958-1976: des responsables sans statut ni missions, mais une identité professionnelle qui émerge
En 1958, dans les établissements scolaires coexistent donc des bibliothécaires, responsables des bibliothèques générales des lycées, et des documentalistes, responsables des services de documentation nouvellement créés. Le cadre réglementaire les emploie sous le statut d'adjoint d'enseignement, mais des enseignants sont aussi amenés à occuper ces postes (reconversion, discipline excédentaire, démotivation pour le métier de professeur…). À la suite de la création des SDI, ces personnels sont appelés documentalistes-bibliothécaires. Leur formation professionnelle en documentation et bibliothéconomie est succincte et non formalisée par l'institution. Quant aux missions qui leur sont confiées, seules des circulaires indiquant les « tâches à exécuter en début et en fin d'année scolaire par les responsables des SDI » paraissent régulièrement chaque année à partir de 1967 ; on y trouve des activités essentiellement administratives, de gestion du fonds et de communication interne sur les événements de l'établissement.
Toutefois, ces personnels s'investissent dans leur métier, se mobilisent et font rapidement valoir une identité professionnelle spécifique. En 1972, la FADBEN (Fédération des enseignants documentalistes de l’Éducation nationale) est créée, ainsi que la revue professionnelle InterCDI.

### 1977-1986: premières circulaires définissant la profession
Du côté de l'institution, l'inspecteur général Georges Tallon s'intéresse de près à la question des CDI ; il est à l'origine de la circulaire de 1974 sur l'aménagement des CDI, consacrant leur existence et leur rôle central dans les établissements scolaires. Il lance également une concertation avec les professionnels qui aboutit, en 1977, à la première circulaire de mission, intitulée Les Fonctions des responsables de centre de documentation et d'information des établissements d'enseignements du second degré. Le responsable est nommé documentaliste-bibliothécaire, et sa mission pédagogique est clairement affirmée en début de circulaire : « au même titre que ses collègues enseignants, [il] est membre à part entière de la communauté éducative que constitue un établissement scolaire. Quelles que soient les formes que prend son action, il contribue toujours, soit indirectement, soit directement, à la formation des élèves : sa fonction est donc d'ordre essentiellement pédagogique ». Sont ensuite déclinées les différentes fonctions, dans cet ordre : aspect technique, accueil et information, relations extérieures, loisirs, information scolaire et professionnelle, et animation pédagogique.
En 1986, une nouvelle circulaire définissant « Les missions des personnels exerçant dans les centres de documentation et d’information» marque une évolution majeure en parlant de missions et non plus de fonctions. Elle est motivée par la volonté de positionner les CDI au cœur de la mise en œuvre des projets de rénovation pédagogique et d'introduction dans les établissements des nouvelles technologies audiovisuelles et informatiques. Il s'agit donc de repréciser le rôle qu'ont à y jour les personnels qui y travaillent. Si est réaffirmée la nature essentiellement pédagogique de la mission du documentaliste-bibliothécaire, celle-ci doit toujours s'exercer en étroite liaison avec les professeurs de l'établissement. Quatre axes définissent ensuite cette mission : le premier précise le contenu de l'initiation à l'utilisation du centre de ressources à dispenser à tous les élèves, qui reprend les étapes de la recherche documentaire ; viennent ensuite la participation aux actions pédagogiques, où le travail par projets est largement mentionné, la gestion du centre de ressources, et l’ouverture de l’établissement sur l'extérieur. Cette circulaire restera en vigueur jusqu'en mars 2017. Entre-temps, deux projets de circulaires verront le jour, en 2002 et en 2010, sans toutefois être promulguées.
Avec ces deux circulaires (de 1977 et de 1986), le documentaliste-bibliothécaire voit son rôle pédagogique clairement affirmé, est reconnu comme membre à part entière de l'équipe éducative, mais la question de son statut n'est pas abordée. La revendication du statut d'enseignant reste forte dans la profession, et des discussions à ce sujet entre syndicats, association professionnelle et ministère se poursuivent après 1986.

### 1989: création du CAPES de documentation
En 1989, la loi d’orientation publiée au BOEN reconnait « au documentaliste un rôle capital dans l’établissement ». Le 19 mai de la même année, débute à Strasbourg le premier congrès de l'APDEN (ex-FADBEN). Lionel Jospin, ministre de l’Éducation nationale, y annonce la création d’un CAPES de documentation pour l’année 1990. Les documentalistes de l’Éducation nationale intègrent alors le corps des enseignants certifiés. La première version du CAPES comprenait pour l'admissibilité une épreuve écrite d'une discipline d'enseignement et une épreuve spécifique. En 2001, il est rattaché à une discipline universitaire qui lui est propre, les sciences de l'information et de la communication (SIC) qui correspond à la 71e section du Conseil National des Universités.
L'obtention d'un recrutement par CAPES, avec des contenus scientifiques et professionnels précis et rattachés aux SIC et au monde des bibliothèques, a favorisé l'émergence et la reconnaissance d'une identité professionnelle spécifique, ainsi qu'un positionnement plus clair au sein des équipes éducatives. Il a également permis de rationaliser le recrutement et d'apporter des personnels formés et qualifiés dans les établissements. Toutefois, le nombre de postes offerts aux concours ne permet pas de pourvoir l'ensemble des postes vacants. La discipline Documentation étant déficitaire, des dispositifs de reconversion (comme le protocole Rivano en Midi-Pyrénées) peuvent être mis en place par les académies pour permettre à des enseignants d'autres disciplines de devenir professeurs documentalistes. Les services académiques peuvent alors les accompagner par une formation ; toutefois, la disparité entre académies, le contenu allégé de ces formations et le fait que des personnels non formés (fonctionnaires titulaires ou vacataires) soient trop souvent positionnés sur ces postes discréditent le métier et dégradent la reconnaissance difficilement acquise de la profession.
Au mois d’octobre 2011, un courrier au ministère cosigné par le SNES, le SNESUP et le SNETAP pour demander la création d’une agrégation en information-documentation est resté sans réponse.
Dernièrement en décembre 2020, une pétition d'envergure a été lancée par une professeure documentaliste de l'Oise, Ophélie D., réclamant l'attention portée aux autres enseignants de collège, lycée, EREA de percevoir la prime informatique allouée, dans le contexte de pandémie, à tous les personnels enseignants ainsi qu'aux psyEN.
Elle met en cause dans sa lettre de pétition le mépris envers les professeurs documentalistes français de ne pas être considérés comme tels et d'être relégués comme surveillants ou personnels de bibliothèque, réfutant ainsi les missions pédagogiques des professeurs documentalistes.
Le décret n° 2020-1524 du 5 décembre 2020 fait mention dans l'article 1 « d'une prime d'équipement informatique est attribuée aux psychologues de l'éducation nationale stagiaires et titulaires et aux enseignants stagiaires et titulaires relevant du ministère chargé de l'éducation nationale, qui exercent des missions d'enseignement, à l'exception des professeurs de la discipline de documentation.
Les agents contractuels exerçant les missions des corps mentionnés au premier alinéa et relevant du décret du 29 août 2016 susvisé perçoivent la prime d'équipement informatique, sous réserve de bénéficier d'un contrat à durée indéterminée, d'un contrat à durée déterminée d'une durée d'au moins un an ou de contrats successifs d'une durée cumulée d'au moins un an sous réserve que l'interruption entre deux contrats n'excède pas quatre mois.
Les personnels visés aux premier et deuxième alinéas qui exercent à temps partiel ou à temps incomplet perçoivent la prime à taux plein ».
Quelques journaux de la presse quotidienne nationale dont Le Monde s'emparent du sujet, permettant de rendre quelque peu visible les luttes de fond pour la reconnaissance du métier et de ses missions. Le ministre de l’Éducation nationale, Jean-Michel Blanquer, avait en effet expliqué fin novembre 2020 que la prime informatique, envisagée après les affres de l’enseignement à distance du premier confinement, serait réservée aux enseignants « qui sont devant les élèves ».
Le ministère de l'Éducation nationale a indiqué dans sa note de service du 10 janvier 2023 publiée au Bulletin Officiel n° 2 du 12 janvier 2023 intitulée « Savoirs fondamentaux »  que l'investissement notamment des professeurs documentalistes a permis « d'améliorer de manière quasi constante depuis 5 ans le niveau des élèves en 6e » sans étayer d'avantage cette affirmation et cela en dépit du fait que ces derniers ne soient paradoxalement pas « devant les élèves » comme Jean-Michel Blanquer l'avait expliqué fin novembre 2020.

## Les professeurs documentalistes aujourd'hui: enjeux et perspectives

### L’éducation aux médias et à l'information, nouveau programme d'enseignement au cycle 4
Les différentes réformes de l'enseignement secondaire et la rénovation des programmes modifient régulièrement les cadres d'intervention, notamment pédagogique, des professeurs documentalistes. La loi d'orientation et de programmation pour la refondation de l'école de la République du 8 juillet 2013 a abouti à la définition de nouveaux programmes, notamment pour le cycle 4. Ce programme du cycle 4 comprend un chapitre sur l'Éducation aux Médias et à l'Information (EMI), domaine qui relève des compétences et des missions du professeur documentaliste. Toutefois, il ne s'agit pas d'une discipline en tant que telle, et sa mise en œuvre n'est pas de la seule responsabilité du professeur documentaliste. En effet, le texte précise que cette EMI, présente dans tous les champs du savoir transmis aux élèves, est prise en charge par tous les enseignements, et que tous les professeurs, dont les professeurs documentalistes, doivent veiller à ce que les élèves acquièrent les compétences qui y sont décrites. Et d'ailleurs, ces compétences se retrouvent également dans le nouveau socle commun ainsi que dans les programmes disciplinaires.
Ce texte doit donc être confronté et mis en œuvre en cohérence avec les compétences et les missions du professeur documentaliste, maître d’œuvre de l'acquisition par tous les élèves d'une culture de l'information et des médias. Si ce programme EMI, la reconnaissance de compétences spécifiques par le référentiel des métiers du professorat et de l'éducation (2013) et la nouvelle circulaire de mission (2017) lui donnent de nouveaux leviers pour son action pédagogique, il n'en reste pas moins qu'il doit la construire au niveau de son établissement, avec ses collègues, en s'insérant dans des projets pédagogiques et éducatifs. Les nouveaux dispositifs de la réforme du collège, mise en œuvre à la rentrée 2016, lui permettent de s'insérer dans ces nouveaux dispositifs : enseignements pratiques interdisciplinaires (EPI), accompagnement personnalisé (AP), parcours éducatifs : parcours citoyen, parcours avenir, parcours d'éducation à la santé et parcours d'éducation artistique et culturelle (PEAC). Si ces évolutions lui permettent de se positionner et d'être reconnu comme expert et personne ressource pour l'EMI, il reste difficile de réussir à initier et construire un parcours d'éducation aux médias et à l'information cohérent et continu pour l'élève. Et ce parcours se décline dans son établissement, localement : les textes actuels ne garantissent pas l'acquisition par tous les élèves des compétences décrites dans les textes.

### LE CRCN - cadre de référence des compétences numériques

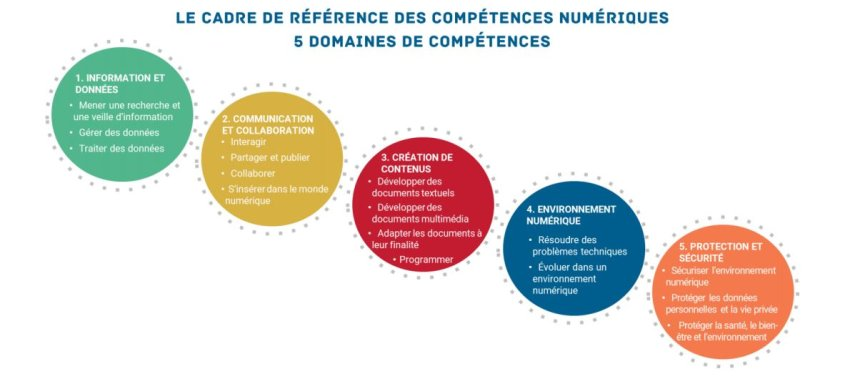
CRCN 5 domaines 16 compétences

Mis à jour en décembre 2020, ce cadre définit seize compétences numériques attendues dans cinq domaines d’activité :
1. Information et données ;
2. Communication et collaboration ;
3. Création de contenus ;
4. Protection et sécurité ;
5. Environnement numérique.

Selon le décret n° 2019-919 du 30 août 2019 relatif au développement des compétences numériques dans l’enseignement scolaire, dans l’enseignement supérieur et par la formation continue, et au cadre de référence des compétences numériques.
La généralisation de Pix à tous les élèves du secondaire commence dès la rentrée 2019, avec une attention particulière aux classes de quatrième et de première qui doivent se familiariser avec la plateforme en vue de la certification de l'année prochaine.
La mise en œuvre du CRCN à l’école, au collège et au lycée :  au cycle 3, les niveaux atteints dans chacun des cinq domaines d’activité du cadre de référence des compétences numériques par les élèves en classe de cours moyen deuxième année (CM2) et en classe de sixième seront inscrits dans le dernier bilan périodique du livret scolaire (LSU).
En fin de cycle 4 et en fin de cycle terminal, une certification du niveau de maîtrise des compétences numériques est délivrée à tous les élèves.
Pour les élèves des classes de troisième et des classes de terminale, ainsi que pour les étudiants des formations dispensées en lycée, le chef d’établissement organise la passation de cette certification au sein des établissements. Avec les nombreux protocoles sanitaires de restriction d'utilisation des matériels communs pour faire face à la pandémie de COVID 19, les élèves sont invités à progresser seuls avec leur propre matériel à domicile.
Cette certification ayant une valeur nationale sera délivrée via une plateforme en ligne par le groupement d’intérêt public « PIX » et « PIX ORGA » version scolaire de PIX.

### Les professeurs documentalistes et l'enseignement de SNT

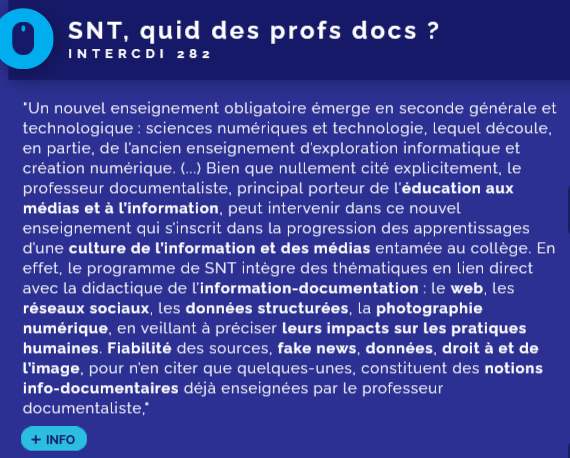
Les SNT et les professeurs documentalistes

Former à la construction de la culture numérique des élèves, du collège au lycée.

#### Se former grâce au cours «S'initier à l'enseignement en sciences numériques et technologie»
Dans le cadre de la réforme du lycée, l'enseignement des fondements de l'informatique prend une place importante. Ainsi dès la classe de seconde générale et technologique, un nouvel enseignement, Sciences Numériques et Technologie, est proposé à toutes et à tous.
Comment aider les enseignants de SNT ? Quels savoirs partager avec eux ? Quelles ressources sélectionner ? Quelles compétences leur transmettre pour qu'ils puissent assurer ce nouvel enseignement ?
Ce MOOC est un outil de formation  particulier, un espace de partage et d'entraide où chacune et chacun construit son parcours selon ses besoins et ses connaissances, un cours en ligne évolutif  à débuter lorsque souhaité et à y revenir autant que nécessaire.
Ce cours a pour ambition de fournir des prérequis et des premières ressources pour démarrer ces activités en SNT avec les lycéens en lien avec les sept thématiques du programme. Des gros plans sur quelques sujets qui peuvent faire l'objet d'approfondissement et des activités clés en main seront proposés. Ce MOOC vient aider et compléter les formations nécessaires à cet enseignement que propose l’éducation nationale.

### Vers des centres de culture et de connaissances
En 2012, la Direction générale de l'enseignement scolaire publie un guide intitulé Vers des centres de culture et de connaissances, rédigé par un groupe de travail dirigé notamment par Jean-Louis Durpaire, inspecteur général de l’Éducation nationale. S'adressant aux professeurs documentalistes, mais aussi aux chefs d'établissements scolaires et aux équipes éducatives, il a pour objet de proposer des pistes de réflexion pour faire évoluer les CDI vers des centres de connaissances et de culture (CCC), en prenant en compte à la fois l'évolution des usages des élèves, des technologies : il intègre également des réflexions menées dans le monde des bibliothèques publiques à partir des modèles anglo-saxons des learning centres. Ce Vademecum a suscité de nombreux débats dans la profession, certains professeurs documentalistes déplorant le manque de place faite à leur mission d'enseignement, d'autres craignant de perdre leur identité professionnelle dans un lieu devenu multipolaire et partagé avec les services de vie scolaire. En réalité, ce guide est essentiellement une proposition de pistes de réflexion pour adapter les CDI et les espaces de vie « hors la classe » aux pratiques informationnelles, documentaires et culturelles des jeunes, et pour mettre en cohérence ces espaces, sans constituer un modèle à suivre impérativement. La notion de CCC n'a été reprise officiellement que dans la Circulaire d'orientation et de préparation de la rentrée 2013 ; toutefois, certains CDI ont opéré le changement d'appellation, souvent pour signifier une prise en compte de ces évolutions dans leur politique documentaire (accès aux ressources, politique d'acquisition, modalités de formation des élèves, aménagement de l'espace, etc.)

### Professeur et documentaliste
Selon le cadrage réglementaire rappelé par l'APDEN en 2017, il est possible de soulever une question de réflexion sur la terminologie et la qualité de la fonction. Cette confrontation entre les missions du professeur et celle du documentaliste existe depuis la création du métier. Son devenir dépend de la réponse des institutions de l'éducation nationale et de l'enseignement supérieur et de la recherche. Deux visions du métier peuvent être présentées :
- une fonction d'enseignant spécialisé dans l'information, la communication média cognitive et la recherche documentaire dont la discipline est la documentation ;

- une fonction de documentaliste[42], bibliothécaire spécialisé dans la pédagogie et l'enseignement scolaire et supérieur.

La réponse à cette problématique entraînera des enjeux conséquents en termes de :dénomination de la fonction (enseignant ou bibliothécaire) et des missions qui y seront associées ;
- parcours de formation et de qualification ;
- carrière et mobilité des agents ;
- revendications professionnelles ;
- reconnaissance institutionnelle.

### Les professeurs documentalistes et l'enseignement

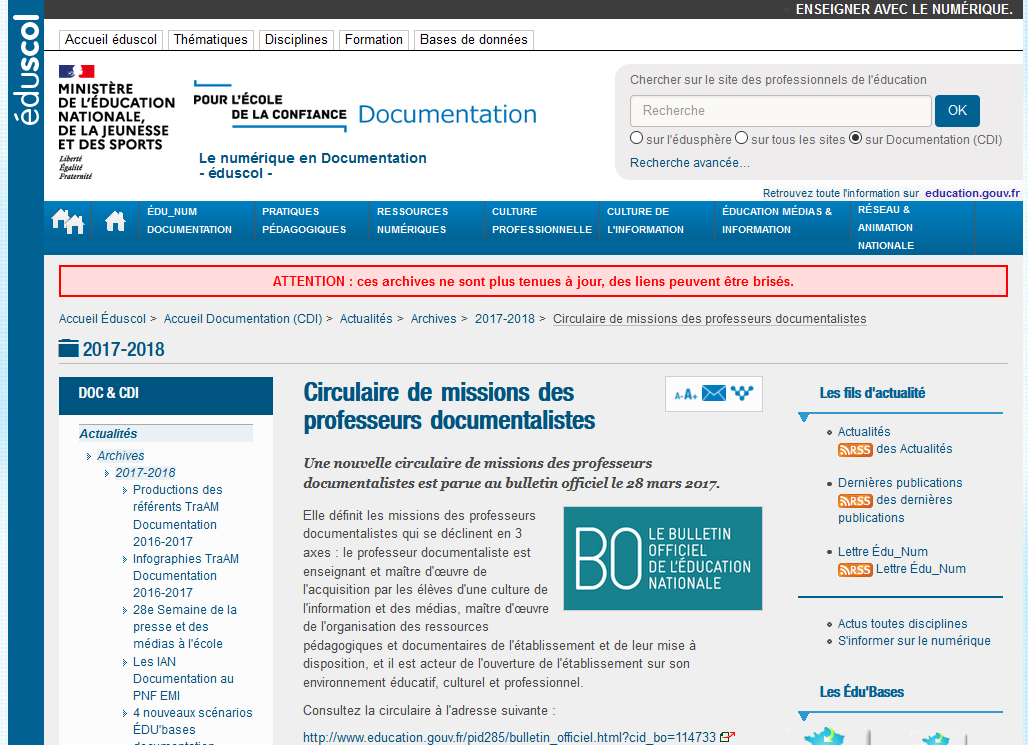
Page professionnelle documentation et des professeurs documentalistes en lien avec le métier et les missions d'enseignement, de gestion et d'ouverture culturelle.

Quoique sans programme et sans horaire alloué, les professeurs documentalistes construisent depuis vingt ans de nombreuses séquences pédagogiques.
Leur ancrage dans les enseignements dispensés en établissement secondaire n'est pas figé.
On constate trois grandes familles d'organisation :
1. Une organisation disciplinaire, avec un volume horaire en information-documentation attribué aux professeurs documentalistes ;
2. Une organisation partagée en utilisant des heures spécifiques allouées sur des créneaux non permanents sur l'année (heures de vie de classe notamment) ;
3. Une organisation partenariale, les séances pédagogiques étant organisées en collaboration avec un enseignant disciplinaire, tant sur les horaires que sur les contenus.

Ce rôle pédagogique s'inscrit dans la volonté de développer une réelle culture de l'information, véritable reconnaissance de l'expertise des spécialistes de l'information que sont les professeurs documentalistes.
Les travaux académiques mutualisés (TraAm) permettent de faire émerger les nombreuses propositions de la part des professeurs documentalistes réunis en bassin académique et de révéler les projets mis en œuvre pour mener les séquences pédagogiques autour des questions de culture numérique et d'information.
La circulaire de 2017 définissant les missions des professeurs documentalistes est désormais accessible sur l'ancienne section documentation d'Eduscol. Depuis la refonte récente du site Eduscol, le site des professeurs documentalistes n'a pas été refait mais a été rattaché au nouveau site remasterisé d'Edusco.